# Василий Лакапин
Василий Лакапин (на гръцки: Βασίλειος Λακαπήνος) е висш византийски сановник при управлението на четирима императори в средата и втората половина на X век.

## Биография
Незаконен син на император Роман I Лакапин, още в ранните си години Василий Лакапин става евнух, което му пречи да претендира за престола, но през 944 г. получава почетната придворна титла на „велик наставник“. След детронирането на Роман, Василий подкрепя Константин VII Багренородни срещу полубратята си Стефан и Константин, издигнат е в сан патриций и паракимомен и става довереник на императора (947 г.). По време на краткото управление на Роман II (959 – 963 г.) Василий Лакапин е изместен от управлението, но запазва силни позиции в Константинопол. През лятото на 963 г. вдига въстание срещу регента Йосиф Вринга и помага на доместика на Изтока Никифор Фока да завладее столицата и да се провъзгласи за император. За награда новият василевс му дава титлата „проедър“ начело на имперската администрация. Въпреки това Василий подкрепя заговор, който води до убийството на Никифор и възкачването на Йоан Цимисхий през декември 969 г. В резултат паракимоменът укрепва властовите си позиции като фактически управник на империята, докато титулярният владетел води войни срещу руси, българи и араби.
Василий Лакапин сам заема командни длъжности в два похода – срещу арабите в Месопотамия, завършил с превземането на крепостта Самосата през 958 и срещу русите в Източна България през 971 г. В началото на 976 г., когато Цимисхий умира, паракимоменът Василий е най-силният човек в Константинопол, управлявайки от името на внуците на Константин Багренородни – императорите Василий и Константин. Армията обаче не му се подчинява, резултат от което са продължителната война срещу Варда Склир в Мала Азия и възстановяването на българската държава на Балканите. През 979 г. паракимоменът печели гражданската война, но победата му е нетрайна и продукт на компромиси. Василий Лакапин е принуден да предаде контрола върху източната армия и борбата с арабите на новия ѝ командир Варда Фока, а няколко години по-късно е арестуван от император Василий, който го лишава от постовете му, конфискува богатствата му и го праща да завърши живота си в изгнание.